# Mauritius Knauer

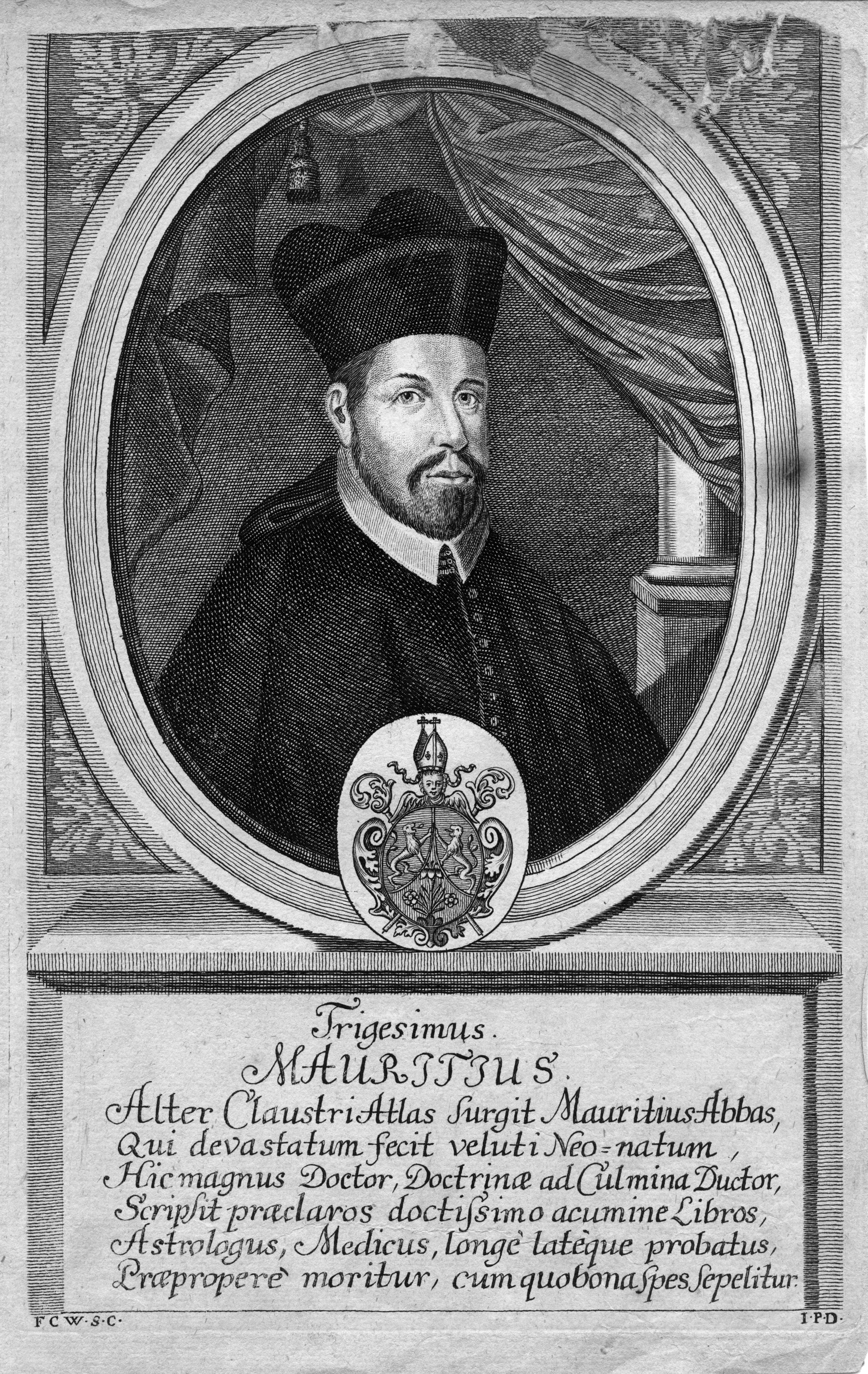

Mauritius Knauer (* 1613 oder 1614 in Weismain; † 9. November 1664 in Langheim) war von 1649 bis 1664 Abt des Zisterzienserklosters Langheim.
1630 trat Knauer ins Kloster ein. Wenige Jahre später wurde er zum Schutz vor Kriegshandlungen in das österreichische Zisterzienserkloster Heiligenkreuz geschickt. Die ersten Spuren seiner Anwesenheit im Heiligenkreuzerhof, dem Stadthof der Zisterzienser in Wien, gehen auf 1632 zurück. 1637 immatrikulierte er sich an der Universität Wien. In Wien studierte er und arbeitete an der Ordnung und Erschließung des Heiligenkreuzer Stiftsarchivs, das sich zu der Zeit im Wiener Hof befand. Er wurde 1640 im Stephansdom in Wien zum Priester geweiht und wirkte zunächst in den inkorporierten Pfarren des Stiftes Heiligenkreuz, unter anderen Alland.
Nach Langheim zurückgekehrt, übernahm er das Amt des Subpriors. 1646 wurde er Prior. Als Abt tat sich Knauer als Verteidiger der Rechte seines Klosters gegen den Bamberger Bischof hervor, der ihn deshalb 1652 verhaften und zwei Monate gefangen halten ließ. Knauer kümmerte sich um die Wirtschaft seines Klosters, die nach dem Dreißigjährigen Krieg am Boden lag. Diesem Zweck dienten neben der Wiedereinführung von Frondiensten auch die Beteiligung an einem Eisenbergwerk, die Ansiedlung von Juden auf klösterlichen Anwesen und die Erarbeitung des Calendarium Oeconomicum Perpetuum Practicum (nachmals so genannter Hundertjähriger Kalender), mit dem seine Mönche in die Lage gesetzt werden sollten, das Wetter vorherzusagen.
Knauer belebte auch die Wallfahrt nach Vierzehnheiligen, indem er 1653 ein neues Gebet- und Mirakelbuch für die Wallfahrer drucken ließ.